# Gregory Wannier
Gregory Hugh Wannier (Basileia, 1911 — Eugene, 21 de outubro de 1983) foi um físico suíço.
Graduado na Universidade de Princeton, lecionou em diversas universidades dos Estados Unidos.
Desenvolveu as funções de Wannier, um conjunto completo de funções ortogonais, usadas em física do estado sólido. Contribuiu para o desenvolvimento do ferromagnetismo utilizando o modelo Ising.
Após passar um período na indústria retornou à atividade acadêmica na Universidade de Oregon.